# Fabryka fortepianów Małecki

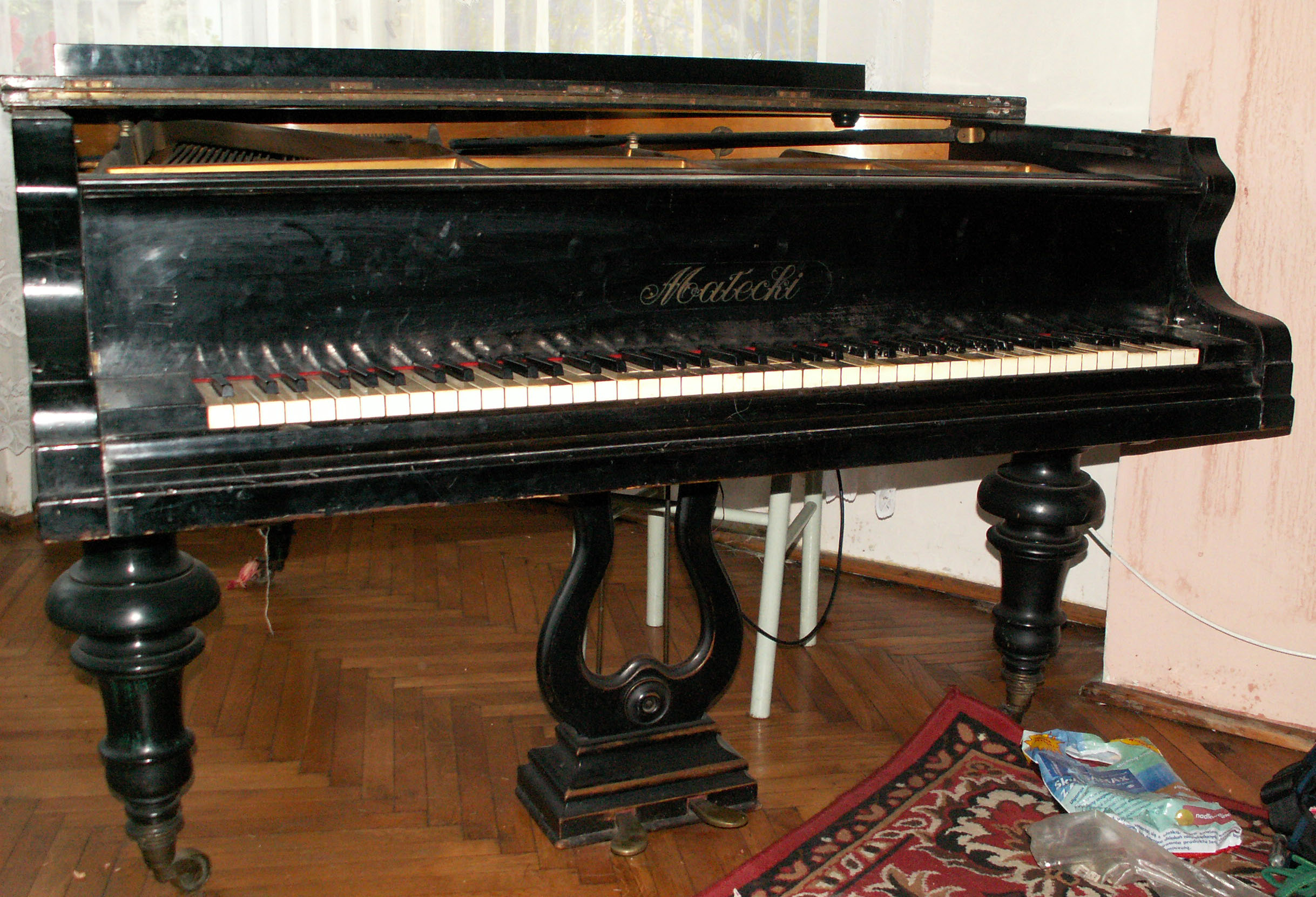
Fortepian Małecki z 1896 roku

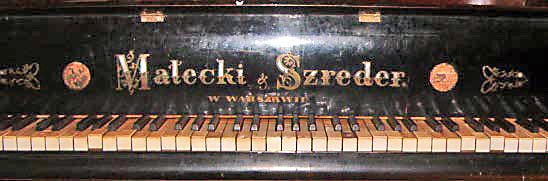
Fortepian, Warszawa ok. 1870 r.

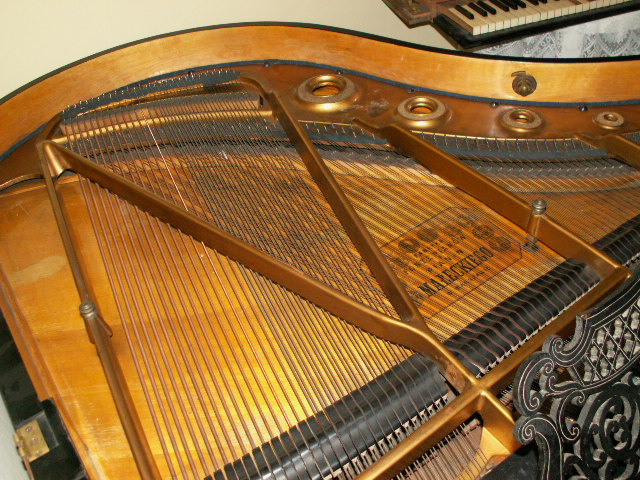
Wnętrze fortepianu Małecki z ok. 1896 r.

Wytwórnia fortepianów i pianin Małecki – fabryka fortepianów i pianin, działająca od 1860/61 r. do II wojny światowej w Warszawie, ul. Aleksandria 2779, od 1880/81 r. ul. Przemysłowa 35, we własnym budynku fabrycznym ze składem ul. Nowy Świat 24 i od 1908/9 r. ul. Piękna l, od ok. 1911 r. Al. Ujazdowskie 17 (Zakopowa 3), w latach międzywojennych ul. Zajączkowska 5. Założona przez byłych pracowników wytwórni S. Zembrzuskiego — Juliana Małeckiego i Wiktora Schrödera, którzy przejęli ją po śmierci pryncypała. Od 1872 r. zakład pod firmą Małecki prowadził po odejściu wspólnika J. Małecki, a od 1912 r. jego syn Stanisław (właścicielem był od ok. 1912 E. Czarnowski). 
Wytwórnia zyskała renomę. Otrzymała nagrody:
- Paryżu 1867 – medal srebrny za fortepian krzyżowy z podwójną ramą metalową, sześcioma wspornikami,mechaniką angielską repetycyjną, fornirowany palisandrem (za 1000 rb.)
- Wiedniu 1873 – medal zasługi
- Paryżu 1878 – medal brązowy
- Warszawie 1886/7 – medal złoty
- Paryżu 1889 – medal srebrny
- Niżnym Nowogrodzie 1896 – medal złoty.
Od 2.1.1871 r. posiadała tytuł uprzywilejowanego dostawcy Konserwatorium Warszawskiego. Od 1869 r. budowała instrumenty z zawieszoną płytą rezonansową własnej konstrukcji. 1871 wyposażona w 4 warsztaty zatrudniała 12 pracowników z produkcją roczną wartości 9.000 rubli (zużyte materiały 2.100, wartość fabr. 3.000, płace 3.500 rb.); 1872 zatrudniano 44 osoby, wartość produkcji 45.000 rb.; 1877 — 32 osoby; 1879 30 osób; 80 instrumentów za 36.000 rb.; 1880 — 40 osób, 55.000 rb.; 1884 — 41 osób, 55.000 rb. (100 instrumentów); 1903 — 4 r. 25 — 27 osób, 34.000 rb. (fortepiany 17.800, pianina 15.200 rb.) przy wyposażeniu m.in. w 30 warsztatów stolarskich, piłę taśmową i frezarkę. Od 1889 posiadała filię w Wilnie, ul. Dominikańska 16. 1904 firma zbankrutowała i zakład czasowo zamknięto. Jego dotychczasową produkcję oceniano na 6.000 (w rzeczywistości ok. 3.800) instrumentów wartości 3 milionów rb. Budynek fabryczny przy ul. Przemysłowej odkupiła na licytacji przez pośredników wytwórnia Kerntopfów, która przeniosła się tam 1909. Firmę Małeckiego otwarto ponownie 1908/9. Do 1912 zatrudniała 24—30 prac. z produkcją roczną wartości 33.000 rb. W późniejszym okresie działała na małą skalę i bez powodzenia. Największe sukcesy osiągnęła w XIX w. Instrumentolog J. Hirt ocenił ją jako jedną z ważniejszych na świecie do 1880. Wiele instrumentów Małeckiego zachowało się do dziś w zbiorach prywatnych i muzealnych.

## Numery seryjne
ok. 1864 — 5 r. — 147
1866 r. — 165
1869 r. — 543
1872 r. — 320
1875 r. — 845
1878 r. — 1184
1880 r. — 1344
1881 r. — 1454
1885 r. — 1864
1887 r. — 2096
1888 r. — 2191
1889 r. — 2300
1895 r. — 2505
1900 r. — 2974
1901 r. — 3262
1902 r. — 3469
1904 r. — 3800
1908 r. — 3864
1913 r. — 4037